# キミー・マイズナー
キンバリー・クレア・“キミー”・マイズナー（英語: Kimberly Claire “Kimmie” Meissner、1989年10月4日 - ）は、アメリカ合衆国の女性フィギュアスケート選手。キミーはキンバリーの短縮形。メリーランド州タウソン（ボルチモア郊外）生まれ。2007年全米フィギュアスケート選手権、2007年四大陸フィギュアスケート選手権優勝。2006年世界フィギュアスケート選手権優勝。2006年トリノオリンピックでは6位入賞。

## 人物
カトリック教徒の家庭に、4人兄弟の末っ子として生まれた（上にいる3人は全員男）。学業にも力を入れており、17歳でデラウェア大学に進学している。趣味は読書、乗馬、ヴァイオリン。好きなフィギュアスケート選手はミシェル・クワン。 
2006年世界選手権で優勝した際、彼女の故郷であるメリーランド州ベル・エアでは祝勝パレードが行われた。さらに、記念として街の大通りが“Kimmie way”（キミー通り）に改名された。
2018年10月、電力会社に勤務する男性からプロポーズを受けた。2019年8月24日には結婚式を挙げた。

## スケート技術
アクセルを除く5種類の3回転ジャンプを跳ぶことができる。3回転アクセルにも2005年全米選手権で成功しているが、国内選手権なのでISU公認の記録にはなっていない。コンビネーションジャンプは3回転フリップ-3回転トウループと3回転ルッツ-3回転トウループの2種類を跳ぶことができる。また、アイスショーの練習中には何度もクリーンな3A+3Tを降りている。

## 経歴

### 幼少期～ジュニア時代
6歳の時に、アイスホッケーを習っていた3人の兄の影響を受けてスケートを始める。 
2003-2004シーズン、全米選手権ジュニアクラス優勝。世界ジュニア選手権では初出場で銀メダルを獲得した。2004-2005シーズン、ジュニアグランプリファイナル3位。全米選手権ではシニアクラスに出場、トリプルアクセルに成功（アメリカの女子選手としてトーニャ・ハーディング以来2人目）して3位に入る。世界選手権には国際スケート連盟の定めた年齢制限のため出場できず世界ジュニア選手権に出場し4位。

### シニア時代

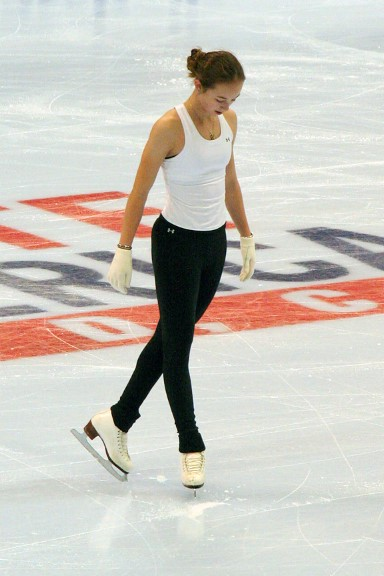
2006年スケートアメリカにて

2005-2006シーズン、全米選手権は体調不良で臨みながらも、前年より順位を1つ上げて2位。トリノオリンピックでは6位入賞。初出場の世界選手権では、ショートプログラムは5位と出遅れたものの、フリースケーティングでは2種の3回転＋3回転コンビネーションジャンプ、終盤に3連続ジャンプを完璧に決めるなどして、フリースケーティングの当時歴代3位（技術点は当時歴代1位）を記録、トリノオリンピック2位のサーシャ・コーエン、同4位の村主章枝らを逆転し、16歳にして世界女王となった。
2006-2007シーズン、グランプリシリーズではジャンプが安定せず、スケートアメリカ2位、エリック・ボンパール杯3位。結果、獲得ポイント24点は6位タイとなったが、総得点で及ばずグランプリファイナル進出を逃す。全米選手権は、完全復調とはいかないものの初優勝を果たす。続く四大陸選手権でも、ショートプログラム6位と出遅れながらフリースケーティングで出場選手中唯一の120ポイント以上を獲得、逆転優勝を飾った。2連覇を狙った世界選手権はショートプログラムでパーソナルベストを更新して4位、フリースケーティングでは3位で、総合4位入賞。
2007-2008シーズン、スケートアメリカでISUグランプリシリーズ初優勝。初進出のグランプリファイナルでは右足首捻挫の影響もあり6位にとどまった。さらに全米選手権では7位と低迷。世界選手権前にコーチをリチャード・キャラハン、トッド・エルドリッジに変え、復調を目指した。
2008－2009シーズン、フリップとルッツのロングエッジ判定導入にともないフリップのエッジ修正を行ったところ、全くジャンプが飛べなくなってしまった。グランプリシリーズは2戦とも8位に沈んだ。全米選手権の直前、トレーニング中に右膝に痛みを感じるようになり、慢性的な炎症を起こし腫れと痛みが続いたためMRIの検査を受けたところ、右膝頭の膝蓋骨の腱炎と部分的な脱臼と診断された。ドクターストップによりシーズンの残りを棒にふった。
オリンピックシーズンとなる2009－2010シーズンの夏は調子が良く、コーチのリチャード・キャラハンがアメリカ代表の2枠にも入れると確信していたが、グランプリシリーズ開幕直前でキミーのジャンプの練習中に若いスケーターが飛び出してきて故障をしてしまう。
ドクターストップによりこのシーズンも棒にふり、バンクーバーオリンピックの代表選出は断念せざるを得なかった。
その後引退するつもりはないこと、シーズンに向けて準備をしていること、24歳でのソチオリンピックを目指すことを発表していたが、ソチまでに競技に復帰することはなかった。
サーシャ・コーエンとともに世界選手権女子シングルのアメリカ最後のメダリストとなり、アメリカ人選手は9大会にわたって表彰台を逃し続けたが、2016年大会でのアシュリー・ワグナーの銀メダル獲得によって悲願の達成となった。

## 主な戦績
| 大会/年                 | 2002-03 | 2003-04 | 2004-05 | 2005-06 | 2006-07 | 2007-08 | 2008-09 |
| ----------------------- | ------- | ------- | ------- | ------- | ------- | ------- | ------- |
| 冬季オリンピック        |         |         |         | 6       |         |         |         |
| 世界選手権              |         |         |         | 1       | 4       | 7       |         |
| 四大陸選手権            |         |         |         |         | 1       |         |         |
| 全米選手権              | 1 N     | 1 J     | 3       | 2       | 1       | 7       |         |
| GPファイナル            |         |         |         |         |         | 6       |         |
| GPロシア杯              |         |         |         |         |         |         | 8       |
| GPスケートアメリカ      |         |         |         |         | 2       | 1       | 8       |
| GPエリック杯            |         |         |         | 5       | 3       | 2       |         |
| GPNHK杯                 |         |         |         | 5       |         |         |         |
| 世界Jr.選手権           |         | 2       | 4       |         |         |         |         |
| JGPファイナル           |         | 5       | 3       |         |         |         |         |
| JGPスケートロングビーチ |         |         | 2       |         |         |         |         |
| JGPクールシュベル       |         |         | 2       |         |         |         |         |
| JGPスケートブレッド     |         | 1       |         |         |         |         |         |
| JGPソフィア杯           |         | 2       |         |         |         |         |         |
| トリグラフトロフィー    | 3 N     |         |         |         |         |         |         |

- N = ノービスクラス、J = ジュニアクラス

### 詳細
| 2008-2009 シーズン    |                                                      |         |         |          |
| 開催日                | 大会名                                               | SP      | FS      | 結果     |
| 2008年11月20日 - 23日 | ISUグランプリシリーズ ロシア杯（モスクワ）           | 8 48.08 | 7 83.28 | 8 131.36 |
| 2008年10月23日 - 26日 | ISUグランプリシリーズ スケートアメリカ（エバレット） | 6 54.90 | 9 81.02 | 8 135.92 |

| 2007-2008 シーズン    |                                                      |         |          |          |
| 開催日                | 大会名                                               | SP      | FS       | 結果     |
| 2008年4月20日         | 2008年ジャパンオープン（さいたま）                   | -       | 5 108.42 | 3 団体   |
| 2008年3月17日 - 23日  | 2008年世界フィギュアスケート選手権（ヨーテボリ）     | 9 57.25 | 12 92.49 | 7 149.74 |
| 2008年1月20日 - 27日  | 全米フィギュアスケート選手権（セントポール）         | 4 57.78 | 7 99.98  | 7 157.56 |
| 2007年12月13日 - 16日 | 2007/2008 ISUグランプリファイナル（トリノ）          | 5 59.08 | 6 95.14  | 6 154.22 |
| 2007年11月15日 - 18日 | ISUグランプリシリーズ エリック・ボンパール杯（パリ） | 2 55.98 | 3 103.99 | 2 158.74 |
| 2007年10月25日 - 28日 | ISUグランプリシリーズ スケートアメリカ（レディング） | 1 59.24 | 2 103.99 | 1 163.23 |

| 2006-2007 シーズン    |                                                              |         |          |          |
| 開催日                | 大会名                                                       | SP      | FS       | 結果     |
| 2007年4月29日         | 2007年ジャパンオープン（さいたま）                           | -       | 6 92.78  | 3 団体   |
| 2007年3月19日 - 25日  | 2007年世界フィギュアスケート選手権（東京）                   | 4 64.67 | 3 115.56 | 4 180.23 |
| 2007年2月5日 - 11日   | 2007年四大陸フィギュアスケート選手権（コロラドスプリングス） | 6 52.49 | 1 120.26 | 1 172.75 |
| 2007年1月21日 - 28日  | 全米フィギュアスケート選手権（スポケーン）                   | 1 65.69 | 3 115.99 | 1 181.68 |
| 2006年11月16日 - 19日 | ISUグランプリシリーズ エリック・ボンパール杯（パリ）         | 4 52.56 | 4 105.47 | 3 158.03 |
| 2006年10月26日 - 29日 | ISUグランプリシリーズ スケートアメリカ（ハートフォード）     | 3 58.82 | 2 118.96 | 2 177.78 |
| 2006年10月15日        | キャンベルカップ（シンシナティ）                             | -       | 2 108.86 | 2 団体   |

| 2005-2006 シーズン  |                                                      |         |         |          |          |
| 開催日              | 大会名                                               | 予選    | SP      | FS       | 結果     |
| 2006年3月19日-26日  | 2006年世界フィギュアスケート選手権（カルガリー）     | 2 28.46 | 5 60.17 | 1 129.70 | 1 189.87 |
| 2006年2月10日-16日  | トリノオリンピック（トリノ）                         | -       | 5 59.40 | 6 106.31 | 6 165.71 |
| 2006年1月7日-15日   | 全米フィギュアスケート選手権（セントルイス）         | -       | 4 55.03 | 2 116.01 | 2 171.04 |
| 2005年12月1日-4日   | ISUグランプリシリーズ NHK杯（大阪）                  | -       | 3 56.10 | 5 96.08  | 5 152.18 |
| 2005年11月17日-20日 | ISUグランプリシリーズ エリック・ボンパール杯（パリ） | -       | 6 44.92 | 4 110.80 | 5 155.72 |

| 2004-2005 シーズン   |                                                            |         |         |         |          |
| 開催日               | 大会名                                                     | 予選    | SP      | FS      | 結果     |
| 2005年2月28日-3月6日 | 2005年世界ジュニアフィギュアスケート選手権（キッチナー）   | 4 81.94 | 3 52.67 | 4 93.96 | 4 146.63 |
| 2005年1月9日-16日    | 全米フィギュアスケート選手権（ポートランド）               | -       | 4       | 3       | 3        |
| 2004年12月2日-5日    | 2004/2005 ISUジュニアグランプリファイナル（ヘルシンキ）    | -       | 7 42.21 | 2 90.93 | 3 133.14 |
| 2004年9月9日-12日    | ISUジュニアグランプリ スケートロングビーチ（ロングビーチ） | -       | 2 46.33 | 2 87.40 | 2 133.73 |
| 2004年8月26日-28日   | ISUジュニアグランプリ クールシュヴェル（クールシュヴェル） | -       | 2 54.30 | 2 93.85 | 2 148.15 |

| 2003-2004 シーズン   |                                                           |      |    |    |      |
| 開催日               | 大会名                                                    | 予選 | SP | FS | 結果 |
| 2004年2月29日-3月7日 | 2004年世界ジュニアフィギュアスケート選手権（ハーグ）      | 2    | 3  | 2  | 2    |
| 2004年1月3日-11日    | 全米フィギュアスケート選手権 ジュニアクラス（アトランタ） | -    | 2  | 1  | 1    |
| 2003年12月11日-14日  | 2003/2004 ISUジュニアグランプリファイナル（マルメ）       | -    | 7  | 5  | 5    |
| 2003年10月9日-12日   | ISUジュニアグランプリ スケートブレッド（ブレッド）        | -    | 3  | 1  | 1    |
| 2003年9月11日-13日   | ISUジュニアグランプリ ソフィア杯（ソフィア）              | -    | 5  | 2  | 2    |

| 2002-2003 シーズン  |                                                           |    |    |      |
| 開催日              | 大会名                                                    | SP | FS | 結果 |
| 2003年4月7日 - 13日 | 2003年トリグラフトロフィー ノービスクラス（イェセニツェ） | 3  | 3  | 3    |
| 2003年1月7日 - 15日 | 全米フィギュアスケート選手権 ノービスクラス（ダラス）     | 1  | 1  | 1    |

## プログラム使用曲
| シーズン  | SP                                                                                  | FS | EX |
| --------- | ----------------------------------------------------------------------------------- | --- | --- |
| 2009-2010 | アンジェ・パッセ 作曲：アラン・ルフェーブル 振付：ローリー・ニコル                  | シチリアーナ リュートのための古風な舞曲とアリア 第3組曲より 作曲：オットリーノ・レスピーギ ロミオとジュリエット 振付：ローリー・ニコル                                                                | |
| 2008-2009 | アンジェ・パッセ 作曲：アラン・ルフェーブル 振付：ローリー・ニコル                  | 合奏協奏曲第11番ニ短調 作曲：アントニオ・ヴィヴァルディ 演奏：BBCフィルハーモニック アルビノーニのアダージョ 作曲：トマゾ・アルビノーニ 演奏：エロティカ・トリオ・オーケストラ 振付：ローリー・ニコル | Testify to Love ドラマ『タッチド・バイ・アン・エンジェル』より ボーカル：ワイノナ・ジャッド虹の彼方に 映画『オズの魔法使い』より ボーカル：エヴァ・キャシディイエロー 曲：コールドプレイ |
| 2007-2008 | 奇跡の始まり 作曲：ピーター・ガブリエル 振付：ローリー・ニコル                      | 映画『エバー・アフター』より 作曲：ジョージ・フェントン誰も寝てはならぬ 歌劇『トゥーランドット』より 作曲：ジャコモ・プッチーニ 振付：ローリー・ニコル                                                | Testify to Love ドラマ『タッチド・バイ・アン・エンジェル』より ボーカル：ワイノナ・ジャッドイマジン ボーカル：ジョン・レノン                                                             |
| 2006-2007 | ロマンス 映画『吹雪』より 作曲：ゲオルギー・スヴィリードフ 振付：ニコライ・モロゾフ | ガリシアフラメンコ 作曲：ジーノ・ダウリ 振付：ローリー・ニコル | エンジェル 映画『シティ・オブ・エンジェル』より ボーカル：サラ・マクラクランKeep Holding On ボーカル：アヴリル・ラヴィーンアンリトゥン ボーカル：ナターシャ・ベディングフィールド        |
| 2005-2006 | 交響的舞曲 作曲：セルゲイ・ラフマニノフ                                             | バレエ『シバの女王ベルキス』より 作曲：オットリーノ・レスピーギ | 虹の彼方に 映画『オズの魔法使い』より ボーカル：エヴァ・キャシディアンリトゥン ボーカル：ナターシャ・ベディングフィールド                                                                |
| 2004-2005 | 夢 作曲：クロード・ドビュッシー                                                     | ダフニスとクロエ 作曲：モーリス・ラヴェル | Breakaway 曲：ケリー・クラークソン |
| 2003-2004 | Sand and Water                                                                      | ローマの松 作曲：オットリーノ・レスピーギ | ヒア・カムズ・ザ・サン ボーカル：リンダ・エダー |
| 2002-2003 | バレエ『ライモンダ』より 作曲：アレクサンドル・グラズノフ                           | 交響曲第5番 作曲：セルゲイ・プロコフィエフ | Say A Little Prayer 作曲：アレサ・フランクリン |